# Bob Wills
James Robert (Bob) Wills (Kosse, 6 maart 1905 – Fort Worth, 13 mei 1975) was een Amerikaanse countryzanger en orkestleider.

## Jeugd
Jim Bob, zoals de latere muzieklegende in zijn jonge jaren werd genoemd, groeide op als de oudste van tien kinderen in het landelijke Texas. Zijn ouders en grootouders leerden hem het fiddlespelen. Op 10-jarige leeftijd stond hij voor de eerste keer op het podium. De geschoolde kapper probeerde meerdere jobs uit voordat hij zich in 1929 aansloot bij een medicine show, die van jaarmarkt naar jaarmarkt reisde. Een van zijn broers was Johnny Lee Wills, die als violist in zijn band Johnny Lee Wills & His Texas Playboys vanaf 1950 in western-swing enkele successen in de hitlijst kon boeken.

## Carrière
Met Herman Arnspiger, de gitarist van de medicine show, richtte hij een weinig later het duo Wills Fiddle Band op. Kort daarna voegden zanger Milton Brown, diens broer Durwood en Clifton Johnson zich bij de band. In 1931 vonden ze in de fabrikant van het Light Crustmeel een sponsor en veranderden hun naam in Light Crust Doughboys. Ze kwamen onder de vleugels van W. Lee O'Daniel, de manager van hun sponsor.
De band werd snel populair, maar kreeg een conflict met hun manager. Milton Brown vertrok en werd in 1932 vervangen door Tommy Duncan. Het conflict met hun manager, die meer interesse toonde in de verkoop van het meel dan aan de muziek, escaleerde. Tijdens deze periode verscheen in april 1932 van de Fort Worth Doughboys de eerste single Nancy Jane / Sunbonnet Sue. O'Daniels gooide Bob Wills nog in hetzelfde jaar uit de band wegens herhaaldelijke dronkenschap. Tommy Duncan verliet daarop ook de Fort Worth Doughboys.
Bob Wills verhuisde naar Waco en richtte met Tommy Duncan en zijn broer Johnny Lee Wills The Playboys op. De machtige O'Daniels, die later gouverneur van Texas zou worden, bezorgde hen verdere problemen, en dus waren The Playboys in 1934 gedwongen om uit te wijken naar Tulsa in Oklahoma. Hier werd hun naam veranderd in Texas Playboys.
Er werden verdere bandleden aangenomen, waaronder de steelgitarist Bob Dunn. De band begon haar muzikale repertoire uit te breiden. Uiteindelijk werden zelfs koperblazers toegevoegd, een zeer ongewone zet voor een countryformatie. Bob Wills en de Texas Playboys begonnen te zoeken naar nieuwe muzikale uitdagingen. Tijdens deze jaren ontstond in de zuidelijke staten van de Verenigde Staten een nieuwe variant van de jazz, de swing. De eigenaars van de grote danszalen eisten ook van de countrybands een dansbare, zaalvullende muziek. Bob Wills breidde zijn band uit tot bigband met tijdelijk 18 muzikanten en voerde jazzelementen in. Een nieuw muziekgenre was ontstaan: de western swing, die country en jazz verbond. Bob Wills en zijn vroegere medestrijder Milton Brown, die met zijn band The Musical Brownies ook belangrijke bijdragen leverde, gelden als pioniers van de western swing. Ongelukkigerwijze vond Brown in 1935 de dood bij een verkeersongeval.
De populariteit van de Texas Playboys groeide gestaag. Hun concerten waren meestal uitverkocht. De bezetting wisselde vaak, omdat niet iedere muzikant de eisen van de orkestleider kon vervullen. Bij het volgende label, Vocalion Records, werden ze dan als Bob Wills & His Texas Playboys betiteld en publiceerden ze daar in oktober 1935 de jazzstandard St. Louis Blues / Four Or Five Times. Hun eerste hit was de Wills-compositie New San Antonio Rose / The Convict And The Rose, die op 28 november 1938 werd opgenomen en een 15e plaats bereikte in de hitlijst. Op 29 november werd Ida Red opgenomen, dat als voorbeeld diende voor Chuck Berry's eerste hit Maybelline in augustus 1955.
De succesreeks hield stand tot het begin van de Tweede Wereldoorlog. Bob Wills en andere bandleden meldden zich als oorlogsvrijwilligers. Wills en Duncan werden echter na enkele maanden ontslagen naar aanleiding van hun gebrek aan lichamelijke conditie. Ze trokken naar Californië en herstelden de Texas Playboys in ere.
Wills wisselde in juli 1940 naar Okeh Records, waar de twee nummer 1-hits Smoke On The Water / Hang Your Head In Shame (februari 1945) en Stars And Stripes On Iwo Jima / You Don't Care What Happens To Me (mei 1945) werden geproduceerd. Na een jaar tekende hij bij Columbia Records, waar de grote hit New Spanish Two Step / Roly Poly van de Texas Playboys verscheen. De laatste nummer 1-klassering werd Brain Cloudy Blues / Sugar Moon Blues (maart 1947). Daarbij was Brain Cloudy Blues niets anders dan een variatie op de Kokomo Arnold-compositie Milk Cow Blues (1934). In het voorjaar van 1948 wisselde Wills opnieuw van label en ging hij naar MGM Records, waar hij bleef tot 1954. Nog in 1948 kreeg hij een conflict met Tommy Duncan, die de band uiteindelijk verliet. Deze jaren werden gekenmerkt door een toenemende discontinuïteit. Alcoholproblemen, conflicten en talrijke verhuizingen waren, naast verschillende huwelijken, kenmerkend voor deze levensepisode. In oktober 1950 verscheen zijn laatste grote hit Faded Love / Boot Heel Drag, die de 8e plaats bereikte van de country & westernhitlijst. Met deze eigen compositie, die snel uitgroeide tot een klassieker van de countrymuziek, bewees Bob Wills opnieuw zijn kunde als songwriter.
Tijdens de jaren 1950 werd de western swing steeds meer verdrongen voor de rockabilly en de rock-'n-roll. Bob Wills raakte een groot deel van zijn aanhangers kwijt en moest zijn band inkrimpen. Er volgden gezondheidsklachten. In 1959 verenigde hij zich opnieuw met Tommy Duncan en bijna direct kwamen weer de successen. Met Heart To Heart Talk lukte hem opnieuw een top 10-hit. De Texas Playboys waren weer in business.
In 1962 en 1963 incasseerde Wills meerdere hartinfarcten, die hem dwongen zijn uitputtende werk als orkestleider te beëindigen. Hij ging echter verder als solist. In 1968 kreeg hij een infarct waardoor hij aan één kant verlamd raakte. Dit was het einde voor Bob Wills. 
Het was vooral te danken aan Merle Haggard dat Bob Wills niet in de vergetelheid geraakte. Zijn aan Bob Wills opgedragen album A Tribute To The Best Damn Fiddle Player luidde aan het begin van de jaren 1970 een western swingrevival in. Haggard organiseerde een Texas Playboys Reunion Session, waarbij Bob Wills nog één keer vanuit zijn rolstoel zijn oude band dirigeerde. 

## Overlijden
Tijdens de daaropvolgende nacht kreeg hij nog een infarct, waarvan hij niet meer herstelde. Bob Wills overleed op 13 mei 1975 op 70-jarige leeftijd.

## Onderscheidingen
Wegens zijn prestaties voor de countrymuziek werd hij opgenomen in de Country Music Hall of Fame (1968), in de Nashville Songwriters Hall of Fame (1970), in de Western Music Association Hall of Fame (1995) en in de Western Swing Society Hall of Fame (2002).

## Discografie
- 1980 - Bob Wills & His Texas Playboys (MCA)

- Biblioteca Nacional de España: XX1486339
- Bibliothèque nationale de France: cb139012138 (data)
- Gemeinsame Normdatei: 118772058
- International Standard Name Identifier: 0000 0000 5934 2540
- Library of Congress Control Number: n82096228
- MusicBrainz: c727f585-54e0-4e0d-b8ad-05f216f99244
- Nationale Bibliotheek van Tsjechië: xx0204855
- Nationale Bibliotheek van Israël: 987007349780405171
- Nederlandse Thesaurus van Auteursnamen: 101850166
- SNAC: w6p2732h
- Système universitaire de documentation: 194096815
- Virtual International Authority File: 10035134
- WorldCat: E39PBJfhbCYWwjjTJ9gjBGGbVC